# Anolis barkeri
Espèce
Synonymes
- Norops barkeri Schmidt, 1939

Statut de conservation UICN

 VU A2c+3c : Vulnérable
Anolis barkeri est une espèce de sauriens de la famille des Dactyloidae. 

## Répartition
Cette espèce est endémique du Mexique. Elle se rencontre au Veracruz, au Tabasco, en Oaxaca et au Chiapas.

## Description
L'holotype de Norops barkeri, un mâle adulte, mesure 214 mm dont 128 mm pour la queue.

## Étymologie
Cette espèce est nommée en l'honneur de Reginald Wright Barker qui a collecté l'holotype.

## Publication originale
- Schmidt, 1939 : A new lizard from Mexico with a note on the genus Norops. Field Museum of Natural History. Zoological series, vol. 24, p. 7-10 (texte intégral) .